# Goldfinger (film)
Goldfinger is de derde James Bondfilm geproduceerd door EON Productions, met Sean Connery als James Bond. De film is uitgebracht in 1964. Het is gebaseerd op het gelijknamige boek uit 1959.
Veel critici beschouwen Goldfinger als de beste film uit de James Bond-reeks. Ook zien veel filmkenners deze film als de invloedrijkste uit de hele reeks: veel typische elementen die hier werden geïntroduceerd zouden in veel van de latere Bondfilms herhaald worden.
Ook commercieel vormde Goldfinger een duidelijk hoogtepunt in de serie: de film brak destijds alle bioscooprecords en zorgde voor een ware Bondmanie.

## Verhaal
Bond komt 's nachts ergens in Zuid-Amerika uit zee. Hij heeft een duikerspak aan en een rubberen camouflage-eend op zijn hoofd. Hij sluipt een fabrieksterrein binnen en plaatst een tijdbom. Onder zijn duikpak draagt hij een witte smoking, waarmee hij een nachtclub binnengaat. De ontploffing van de bom verstoort de act van de buikdanseres, die daarop kwaad naar de kleedkamer loopt. Bond volgt haar en treft haar aan in de kleedkamer, waar ze in bad zit. Bond doet zijn jasje uit en zoent de buikdanseres. In de reflectie van haar oog ziet Bond iemand naderen. Vervolgens wordt Bond aangevallen door een bewaker, die hij uitschakelt door hem in het bad te duwen en er een elektrisch ventilatortje bij te gooien.
Bond heeft vervolgens een tijdje verlof in Miami, maar krijgt hier al snel een nieuwe opdracht, via CIA-agent Felix Leiter. Bond moet de rijke zakenman Auric Goldfinger observeren, die internationaal in goud handelt en daarbij profiteert van de per land sterk variërende goudprijs. In het hotel betrapt Bond Goldfinger op het vals spelen met kaarten; Goldfingers maîtresse Jill Masterson fluistert hem via een radioverbinding aanwijzingen in. Bond saboteert dit en maakt een romantisch afspraakje met Jill. Diezelfde avond wordt Jill vermoord; haar hele lichaam wordt beschilderd met goudverf, waardoor ze geen adem meer krijgt (huidverstikking).
Terug in Engeland krijgt Bond te horen dat Goldfinger van grootschalige goudsmokkel verdacht wordt. Bond krijgt een Duitse goudstaaf uit de Tweede Wereldoorlog mee om Goldfinger uit zijn tent te lokken. Bond neemt het tegen Goldfinger op in een golfspel om de goudstaaf. Goldfinger speelt weer vals, maar Bond trekt alsnog aan het langste eind. Ook maakt Bond kennis met Goldfingers rechterhand Oddjob, die een hoed met metalen rand heeft die hij als een soort shuriken gebruiken kan.
Bond plaatst een zender in Goldfingers auto en volgt hem naar Zwitserland. Onderweg ontmoet hij Tilly Masterson, de zus van Jill Masterson, die ook achter Goldfinger aan blijkt te zitten vanwege de dood van haar zuster. Als Bond in Goldfingers fabriek gaat kijken, ontdekt hij hoe daar goud wordt gesmokkeld en dat Goldfinger in samenwerking met een Chinese agent "Operatie Grand Slam" voorbereidt. Doordat Tilly Masterson weer ten tonele verschijnt worden ze betrapt. Ze vluchten in Bonds Aston Martin DB5, uitgerust met verborgen trucs en wapens. Als ze worden ingesloten en Tilly het bos in rent, wordt ze uiteindelijk door Oddjob met zijn hoed gedood. 
Bond wordt in Goldfingers laboratorium op een tafel vastgebonden, waarna een laserstraal hem in tweeën dreigt te snijden. Bond vertelt echter dat de MI6 gewoon een nieuwe agent zal sturen die net zoveel weet; bovendien maakt hij Goldfinger wijs dat de MI6 al van alles over Operatie Grand Slam weet. Hierop besluit Goldfinger om Bond toch in leven te laten.
Bond wordt door Goldfingers piloot Pussy Galore meegenomen naar de Verenigde Staten. Goldfinger heeft daar een ontmoeting met vertegenwoordigers van meerdere misdaadorganisaties, die hem materiaal voor de operatie hebben geleverd. Goldfinger onthult het doelwit van Operatie Grand Slam: de volledige goudvoorraad van Fort Knox. Goldfinger vermoordt de gangsters vervolgens. Bond, die de vergadering heeft afgeluisterd, wijst Goldfinger erop dat het te veel tijd en moeite kost om de goudvoorraad te stelen. Goldfinger onthult daarop wat zijn echte plan is: het goud onbruikbaar maken met een radioactieve bom die het hele gebied voor mensen ontoegankelijk maakt, zodat zijn eigen goud meer waard wordt dan dat van Fort Knox. Om te voorkomen dat dit plan uitlekt, moet iedereen in de rechtstreekse buurt van Fort Knox worden vergast. Pussy Galore moet dat regelen. Bond slaagt er echter in om de in eerste instantie afstandelijke Pussy te verleiden.
De volgende dag vindt de aanval plaats en dringen Goldfingers mannen met succes binnen. Bond zelf wordt aan de bom vastgebonden. Pussy blijkt echter het zenuwgas verwisseld te hebben voor een onschuldig slaapgas. Ze heeft ook Leiter ingelicht, zodat de gealarmeerde troepen zich alleen maar dood hoefden te houden. Een vuurgevecht breekt uit, maar Goldfinger ontkomt. Oddjob en Bond zitten inmiddels beiden opgesloten in de kluis en gaan de confrontatie met elkaar aan. Bond verslaat Oddjob uiteindelijk door hem via zijn eigen hoed te elektrocuteren. Vervolgens wordt de bom nog net op tijd onschadelijk gemaakt.
Bond wordt als redder van de goudvoorraad met een privévliegtuig naar Washington gevlogen om daar de president te ontmoeten. Het toestel blijkt echter te zijn gekaapt door Goldfinger en Pussy (onder dwang). Er volgt een gevecht tussen Goldfinger en Bond, waarbij Goldfinger een kogel door het raam schiet en hierdoor zelf naar buiten wordt gezogen. Bond springt samen met Pussy Galore nog net op tijd uit het vliegtuig, waarna ze elkaar zoenen onder de parachute.

## Iconische scènes

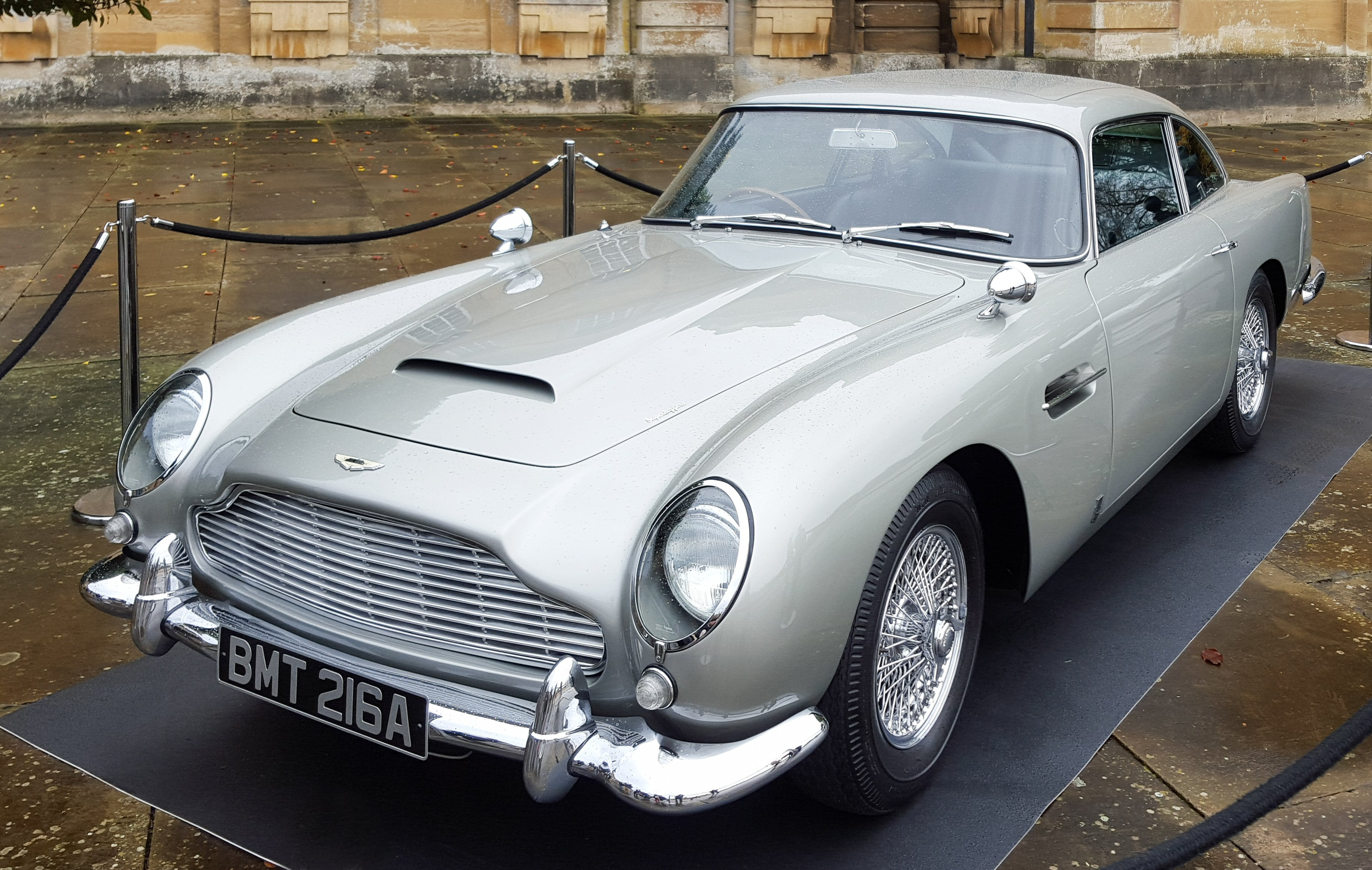
De Aston Martin DB5 werd geïntroduceerd in Goldfinger. Deze auto zou in de latere Bondfilms Thunderball (1965), GoldenEye (1995), Tomorrow Never Dies (1997), Casino Royale (2006), Skyfall (2012), Spectre (2015) en No Time to Die (2021) opnieuw gebruikt worden.

De film bevat twee scènes die beroemd zijn geworden. In het begin van de film wordt Jill Masterson door Bond gevonden terwijl ze in goudverf ingesmeerd is. In de Bondfilm Quantum of Solace uit 2008 wordt een vrouw op dezelfde wijze gestraft maar dan met olie. In het programma MythBusters wilde men controleren of dit echt dodelijk was. Een van de presentatoren werd ingesmeerd met goudverf. In eerste instantie merkte hij niks maar hij dreigde toch oververhit te worden.
De tweede scène die beroemd werd is die waarop Bond vastgebonden ligt op een tafel en met een laser via zijn kruis doormidden gesneden dreigt te worden. In het boek gebeurt dit met een zaag. Het verhaal gaat dat het een echte laser was en dat de tafel vooraf doorgezaagd en weer aan elkaar gesoldeerd was. De scene was dus niet zonder gevaar en met de nodige veiligheidsmaatregelen opgenomen. Ook de tekst in deze scene "Verwacht u dat ik ga praten? Nee mijnheer Bond, ik verwacht dat u gaat sterven!" is een wereldberoemde quote geworden.
Ook de begintitels, bedacht door Robert Brownjohn, werden beroemd en zouden een voorbeeld worden voor latere Bondfilms. In de begintitels worden scènes uit de film op een met goud beschilderd vrouwenlichaam van Margaret Nolan geprojecteerd. Nolan had een kleine rol in de film. Ook de zang van Shirley Bassey die de laatste toon lang volhoudt is bijzonder. Het verhaal gaat dat ze het net iets langer vol moest houden om de scène vol te zingen en bijna flauwviel. Een vergelijkbaar incident vond plaats met de opname van de titelsong voor Thunderball, gezongen door Tom Jones.
In Goldfinger werd de Aston Martin DB5 geïntroduceerd die vaker in Bondfilms zou opduiken. De auto had een aantal ingebouwde gadgets, zoals een draaibare kentekenplaat, geweren, een oliespuit, een kogelwerende plaat voor de achterruit en een schietstoel. Deze auto leverde twee scènes op die ook iconisch genoemd kunnen worden. Zo is er een strijd tussen twee sportwagens in de Alpen, waarbij Bond gebruik maakt van een gadget om de banden van Tilly Masterson kapot te maken. De andere is de achtervolging in de fabriek die versneld afgespeeld wordt. Aston Martin stond twee wagens af voor de film. Het bleek goede reclame, want de verkoop zou hierna met vijftig procent stijgen. Het is de tweede film waarin Q optreedt maar de eerste waarin deze een hele werkplaats blijkt te hebben. Q en Bond zouden elkaar in de verdere Bondserie blijven ontmoeten, meestal in een werkplaats, en een band opbouwen.
In de film is doorlopend goud te zien wat bijdraagt aan de sfeer. Auric Goldfinger is geobsedeerd door goud, dat zegt hij ook en hij draagt doorlopend goudkleurige kleding. Als hij een uniform draagt heeft hij een gouden pistool. Zijn nummerbord begint met de letters AU,  het scheikundig symbool van het element goud.

## Filmlocaties
- Esso raffinaderij, Stanwell in Engeland (openingsscène)
- Pinewood Studio's in Londen, Engeland
- Londen, Engeland
- Stoke Poges, Engeland
- Burnham Beeches, Buckinghamshire in Engeland
- Mexico
- Washington, D.C, Verenigde Staten
- Baltimore, Verenigde Staten
- Genève, Zwitserland
- Fort Knox, Kentucky in de Verenigde Staten
- Louisville, Kentucky in de Verenigde Staten
- Miami, Florida in de Verenigde Staten
- Southend-on-Sea, Essex in Engeland
- Stoke Park House, Stoke Poges, Buckinghamshire in Engeland
- Andermatt in Zwitserland
- Furkapas in Zwitserland (tevens achtergrondbeeld van de Rhônegletsjer)

## Rolverdeling
| Acteur            | Personage                            |
| ----------------- | ------------------------------------ |
| Sean Connery      | James Bond                           |
| Gert Fröbe        | Auric Goldfinger                     |
| Honor Blackman    | Pussy Galore                         |
| Shirley Eaton     | Jill Masterson                       |
| Bernard Lee       | M                                    |
| Lois Maxwell      | Miss Moneypenny                      |
| Desmond Llewelyn  | Q                                    |
| Harold Sakata     | Oddjob                               |
| Cec Linder        | Felix Leiter                         |
| Tania Mallet      | Tilly Masterson                      |
| Michael Mellinger | Kisch                                |
| Martin Benson     | Mr. Solo                             |
| Burt Kwouk        | Mr. Ling                             |
| Mai Ling          | Mei-Lei                              |
| Nadja Regin       | Bonita, de buikdanseres              |
| Margaret Nolan    | Dink/Gouden meisje in openingstitels |

## Verschillen tussen boek en film
Toen in 1964 begonnen werd aan het maken van een verfilming liet men het verhaal in grote lijnen hetzelfde. Toch waren er een aantal cruciale verschillen.
- Een belangrijk verschil is dat Goldfinger het goud in de film niet wil stelen, maar het wil vernietigen. Dit gegeven hadden de scenarioschrijvers bedacht omdat critici het plot in het boek te onwaarschijnlijk vonden. Goldfinger zou 14 dagen en 200 vrachtwagens nodig hebben om al het goud weg te kunnen voeren. Zijn eigen goud meer waard laten worden door vernietiging van de goudvoorraad is dan een veel betere mogelijkheid.
- De gangsters spelen in de film een beperkte rol. In het boek zijn ze wel degelijk belangrijk voor de aanval op Fort Knox, en worden pas na afloop van het mislukte plan door Goldfinger gedood. In de film heeft Goldfinger hun hulp juist nodig gehad om explosieven, wapens en andere apparatuur de V.S. binnen te smokkelen. De gangsters krijgen in de film eerst te horen wat de plannen van Goldfinger zijn maar omdat hij ze niet meer vertrouwt vergast hij ze. Hij had ze natuurlijk ook eerder kunnen vermoorden maar de scène was nodig om de kijker te vertellen wat de bedoeling was.
- Goldfinger wil in de roman de militairen uitschakelen door vergiftiging van het drinkwater, terwijl hij in de film zenuwgas gebruikt.
- Tilly Masterson (in het boek Masterton) heeft in de film een veel kleinere rol dan in het boek. Ze wordt al halverwege de film door de hoed van Oddjob gedood, iets dat in het boek op het einde plaatsvindt. Daarentegen heeft Pussy Galore in de film een veel grotere rol. In het boek is ze enkel een simpele pilote, maar in de film is ze de privépiloot van Goldfinger en de belangrijkste bondgirl.
- De beroemde Aston Martin DB5 met de ingebouwde gadgets en de achtervolging komen in het boek niet voor.
- Het gevecht tussen Bond en Oddjob in Fort Knox waarbij Oddjob wordt geëlektrocuteerd vindt alleen in de film plaats. Goldfinger wordt in het boek gewurgd, maar in de film wordt hij het vliegtuig uitgezogen; in het boek is dit de manier waarop Oddjob aan zijn eind komt.
- In het boek is het niet Solo die de vergadering vroegtijdig verlaat, maar een man genaamd Helmut Springer.
- Er wordt verondersteld dat de beginscène, waarbij Bond opduikt met een duikpak, met daaronder een smoking, door Fleming is gebaseerd op Peter Tazelaar[2] (een vriend van Erik Hazelhoff Roelfzema, bekend als de "Soldaat van Oranje") die werd afgezet op de Scheveningse kust in een rubberpak met daaronder een rokkostuum zodat hij zou lijken op een feestvierder uit het Kurhaus die met te veel drank op het strand terecht waren gekomen.[3]

## Muziek
De filmmuziek werd gecomponeerd door John Barry. De tekst van de titelsong werd geschreven door Leslie Bricusse en Anthony Newley en gezongen door Shirley Bassey. Deze muziek werd op een soundtrackalbum uitgebracht door United Artists Records.

## Achtergronden
- Goldfinger bracht wereldwijd bijna 125 miljoen dollar op. Dat is bijna 36 keer zo veel als de film kostte.
- Goldfinger werd voor het eerst uitgezonden op de Amerikaanse televisiezender ABC op 17 september 1972.
- De Duitse acteur Gert Fröbe wordt in de Engelstalige versie nagesynchroniseerd door een Engelse stem, maar in de Duitstalige versie synchroniseert Gert Fröbe zichzelf weer.
- In de film bedient Goldfinger zich van een gouden revolver,[bron?] dit gegeven van een gouden vuurwapen kreeg in de film The Man with the Golden Gun een prominentere rol.
- Bijzonder is dat Bond een groot deel van de film door Goldfinger gevangen wordt gehouden en meegenomen wordt.